# Concile de Širakawan
Le concile de Širakawan (ou Shirakavan) (en arménien Շիրակավանի ժողով, romanisé Širakavani žoġov) est un concile d'union tenu entre l'Église orthodoxe, l'Église apostolique arménienne et l'Église syriaque jacobite entre avril et octobre 862 dans la ville arménienne de Širakawan dans le but de chercher une union entre ces trois Églises et de clarifier les positions christologiques soutenues par l'Église apostolique arménienne et, dans une moindre mesure, par l'Église syriaque jacobite. 
Le concile est rendu possible par le soutien des dirigeants des différentes Églises, Photios Ier et Zacharie Ier de Tzak. Le soutien du roi bagratide d'Arménie, Ašot le Grand, renforce la possibilité du concile, qui a finalement lieu en 862. Photios considère à postériori ce concile comme un succès mais il est oublié à la suite des changements d'alliances politiques et au soutien des Abbassides à Ašot le Grand.
Cependant, même s'il est oublié après avoir lieu, le concile est toujours reconnu (hy) par l'Église apostolique arménienne.

## Contexte
En septembre 861, le patriarche de Constantinople, Photios Ier, lui-même d'origine arménienne,, tente de rallier l’Église arménienne à l'Église orthodoxe en adressant deux lettres aux Arméniens, une au catholicos Zacharie Ier de Tzak et une au roi d'Arménie Ašot le Grand auxquelles ils répondent. Les catholicos arméniens se sont déjà engagé plusieurs fois dans des tentatives de réunion avec l'Église orthodoxe auparavant. Dans ces lettres, le patriarche de Constantinople, Photios, soutient que Zacharie descend de Thaddée, et Zacharie que Photios descend d'André, reconnaissant une origine apostolique pour les deux sièges dans le cadre de la discussion. 
La recherche de conciliation doctrinale avec les Églises non-chalcédoniennes est probablement motivée en partie par la recherche d'une alliance pour combattre les Arabes et la préparation de la campagne militaire qui aboutit à la bataille de Poson de 863. L'assassinat du calife Jafar al-Mutawakkil en 861 et l'évolution du califat abbasside peut également laisser plus de place aux chrétiens pour les débats théologiques.

## Déroulé et conséquences

### Déroulé
Un concile est convoqué qui, après une concélébration liturgique, réunit Zacharie et les autres évêques arméniens, ainsi que le roi Ašot — favorable à l'idée d'un rapprochement doctrinal entre les deux Églises —, l’archevêque Jean de Nicée en Thrace représente l’Église byzantine et le diacre Nonnos de Nisibe représente l’Église syriaque jacobite et doit donner un poids moral important au parti araméo-syrien face à la représentation byzantine. L'archevêque Jean de Nicée est probablement un connaisseur des coutumes arméniennes, ce qui explique pourquoi c'est lui qui est envoyé par le patriarche Photios. Les lettres de Photios servent de base à la discussion doctrinale et les canons adoptés sont considérés comme étant issus de ses positions, bien qu'ils restent relativement neutres, pour éviter de choquer les Arméniens, Photios étant bien conscient des préjugés dirigés contre le concile de Chalcédoine dans l'Église apostolique arménienne.  

### Conséquences
Le succès du concile traduit, aux yeux des Abbassides, l'autorité du roi Ašot qui aspire probablement à unifier les populations chrétiennes du Caucase précisément pour renforcer ses positions face aux musulmans. Peu après le concile, il se voit d'ailleurs accorder le titre de « prince des princes » par le gouverneur arabe d'Arménie Ali Ibn Yahia.
Pour les Byzantins, le concile est perçu comme un succès, ainsi, Photios écrit cinq ans plus tard, en 867, que les Arméniens sont revenus à la « vraie foi »,. Cependant, après que les Abbassides renforcent le pouvoir d'Ašot le Grand, la politique diplomatique arménienne change de bord, et une alliance politique et dogmatique avec l'Empire byzantin passe au second plan, ainsi, les acquis de ce concile sont rapidement oubliés, dès la mort du catholicos Zacharie et les années 880,. Le successeur d'Ašot, Smbat Ier d'Arménie, poursuit cette politique d'alliance avec les autorités Abbassides, et se détourne de l'accord trouvé par le concile de Širakawan,, bien que le concile reste cité comme reconnu par l'Église apostolique arménienne jusqu'au XXIe siècle.

## Décisions

### Analyse théologique et historique
Les décisions conciliaires ne se composent que de canons, au nombre de 15, 12 sont repris d'un concile d'union précédent, tenu à Manazkert en 726,[source insuffisante].
Pour éviter de troubler la partie arménienne, le concile évite d'utiliser des termes trop ouvertement chalcédoniens, hormis pour condamner, dans ses canons 13 et 14, d'une part, les Arméniens monophysites convaincus qui feraient semblant d'accepter le concile de Chalcédoine pour leur propre gain personnel et, d'autre part, les Arméniens qui reconnaîtraient les arguments théologiques du concile de Chalcédoine, le deuxième concile de Constantinople, le troisième concile de Constantinople et le deuxième concile de Nicée, mais qui continueraient d'accuser ces conciles d'être nestoriens malgré cela. 
Ainsi, le canon 14 est vu comme un canon cherchant à permettre aux Arméniens convaincus par la justesse des positions chalcédoniennes à pouvoir rejoindre cette profession de foi sans être condamnés par l'Église apostolique arménienne,. Le concile est aussi remarqué pour son influence sur la théologie de l'art arménien.
L'analyse de la portée théologique varie, ainsi, Jean-Pierre Mahé considère que « le cas prévu était la conversion de monophysites au dyophysisme et non l’inverse », une opinion aussi partagée par T.W Greenwood, mais qui est nuancée chez Igor Dorfmann-Lazarev, qui considère plutôt qu'il s'agit d'un concile cherchant à établir une forme de modus vivendi au sein des chrétiens arméniens, qui jusqu'alors s'empêtraient dans des conflits importants entre chalcédoniens et monophysites. Jean-Pierre Mahé ne nie pas cela, pour lui, il s'agit d'une tolérance, certes, mais d'une tolérance orientée en faveur des positions byzantines, une position partagée par T.W Greenwood et K. Maksoudian,,[source insuffisante].